# Binzen
Binzen är en kommun och ort i Landkreis Lörrach i regionen Schwarzwald-Baar-Heuberg i Regierungsbezirk Freiburg i förbundslandet Baden-Württemberg i Tyskland.
Kommunen ingår i kommunalförbundet Kandertal tillsammans med kommunerna Eimeldingen, Fischingen, Rümmingen, Schallbach och Wittlingen.